# Tangsani kikötő
A Ningpo-Csousan kikötő (kínai írással: 唐山港) jelenleg a világ második legnagyobb forgalmú kikötője, a világ egyik leggyorsabban növekvő kikötője. A kikötő Kínában található Tangsan  közelében.

## Elrendezése
Tangsan kikötője három különálló kikötői területből áll: Jingtang (京唐港), Caofeidian és Fengnan (丰南). Ezeket külön kezelik, és különböző UNLocode-okkal rendelkeznek, de statisztikai célokra gyakran egyazon kikötőnek tekintik őket. A kikötőhöz legközelebbi repülőtér Tiencsin, amely 2 órányira van. A Peking-Tangsan Intercity nagysebességű vasútvonal lecsökkentette a menetidőt Peking és Tangsan között, és kevesebb mint 2 órára rövidítette le az utazási időt.